# 蓝灰异孔石鲈
蓝灰异孔石鲈为笛鲷目石鱸科异孔石鲈属鱼类，由美国鱼类学家大卫·斯塔尔·乔丹和查尔斯·亨利·吉尔伯特在1882年首次描述。该物种分布于科科斯群島和墨西哥馬薩特蘭至秘鲁的美洲沿海。该鱼为底栖鱼类，多栖息于河口湾附近的岩礁上，生活于水深不超过25米的浅水区。
蓝灰异孔石鲈在其分布范围内大部分区域都属罕见，在哥斯达黎加杜尔塞湾物种密度低至每平方米0.0004条，且是商业捕捞对象，但鉴于其种群数量稳定，IUCN将其评为无危物种。目前该鱼尚无记录在全球生物物种名录中的亚种。